# Lepidocharax
Lepidocharax es un género de peces de agua dulce de la familia Characidae y del orden de los Characiformes. Es endémico de Brasil. Son pequeños peces, de sólo 4 cm de longitud.

## Taxonomía
Este género fue descrito originalmente en el año 2011 por los ictiólogos Katianne Mara Ferreira, Naércio Aquino de Menezes e Irani Quagio-Grassioto.
Especies
El género se subdivide en 2 especies:
- Lepidocharax burnsi K. M. Ferreira, Menezes & Quagio-Grassioto, 2011
- Lepidocharax diamantina K. M. Ferreira, Menezes & Quagio-Grassioto, 2011